# سمیح اردن
سمیح اردن (انگلیسی: Semih Erden؛ زادهٔ ۲۸ ژوئیهٔ ۱۹۸۶) بازیکن بسکتبال اهل ترکیه است.
از باشگاه‌هایی که در آن بازی کرده‌است می‌توان به کلیولند کاوالیرز، باشگاه بسکتبال پارتیزان، بوستون سلتیکس، و باشگاه بسکتبال مردان فنرباغچه اشاره کرد.
وی در مسابقات کشوری و بین‌المللی در مجموع برندهٔ ۲ مدال نقره شده‌است.